# Luchtwachttoren 3W3 - Aardenburg
De Luchtwachttoren 3W3 is een luchtwachttoren in het plaatsje Eede in Zeeuws-Vlaanderen, in de Nederlandse provincie Zeeland. De toren draagt de postnaam Aardenburg naar de toenmalige gemeente Aardenburg waarin de toren bij de bouw was gelegen.

## Beschrijving
De toren is in 1953 gebouwd en was onderdeel van het landelijke netwerk van observatieposten van het Korps Luchtwachtdienst gedurende de Koude Oorlog. Het is een van de 19 nog resterende exemplaren. De toren staat aan de rand van een weiland, in een zijstraat van de Brieversstraat in Eede.
De toren is ontworpen door architect Marten Zwaagstra in samenwerking met Ad van der Steur en Willem Herman de Groot, in opdracht van het ministerie van Defensie. Het bouwwerk is geconstrueerd uit prefab betonnen raatbouwelementen en heeft een hoogte van 15,44 meter. Bovenin bevindt zich een uitkijkplatform dat bestaat uit een open ruimte van 3 bij 3 meter met een 1,5 meter hoge borstwering. Op de borstwering staan windrichtingen geschilderd als hulpmiddel bij de oriëntatie. Aan de zuidzijde van het uitkijkplatform is een overdekte schuilnis met houten bankjes waar waarnemers bij gevaar dekking konden zoeken. Het bouwwerk is van het type E1392, wat wil zeggen dat het platform zich op een hoogte van 13,92 meter boven het maaiveld bevindt.
De post Aardenburg vormde een zogenaamde luchtwachtkring (een observatiedriehoek) met de luchtwachttoren van Cadzand (postnummer 3W1) en de toren van Schoondijke (postnummer 3W2), die beiden zijn afgebroken. De waarnemers rapporteerden aan het luchtwachtcentrum in Breda.

## Gebruik door de Bescherming Bevolking
De toren is in gebruik geweest tot 1964, toen het korps luchtwachtdienst in de regio werd opgeheven. Daarna is de toren overgegaan naar de Bescherming Bevolking (BB). Vanaf de toren konden waarnemers een eventuele inslag van een atoombom lokaliseren en deze coördinaten telefonisch doorgeven. Ter bescherming van het personeel werd in 1968 aan de voet van de toren een kleine atoomschuilkelder gebouwd. Deze heeft een oppervlak van 4,65 x 2,50 m en bevindt zich een meter onder het maaiveld. Toen de BB in 1980 werd opgeheven verloren de toren en de schuilkelder hun functie.

## Na 1980
In tegenstelling tot de meeste andere luchtwachttorens bleef de toren in Eede behouden. De toren is eigendom van Stichting Militair Erfgoed.
De luchtwachttoren is in 2012 op initiatief van de Dorpsraad Eede hersteld, waarbij de trappen zijn vervangen en het beton is geconserveerd. De toren is incidenteel opengesteld waarbij de toren beklommen kan worden.